# Salomón Shang
Salomón Shang Ruiz (Barcelona, 1976 – Palma de Mallorca, 22 de mayo de 2014) fue un escritor y director de cine español.

## Biografía
Shang era nieto de los populares payasos españoles “Los Rudi Llata” con los que vivió parte de su infancia y juventud en el itinerante mundo del circo. En Barcelona cursa sus primeros estudios en la Academia Almi Balmes, escuela que aplicaba el método Montessori y que será una revolución para su posterior concepción de la cultura así como de la vida. Desde sus primeros años hasta casi la mayoría de edad, Shang se interesa por las artes marciales, destacando en la práctica del taekwondo.[cita requerida]
Se forma académicamente en dirección cinematográfica en diferentes centros de Europa. Estudia teatro en París en la Escuela Jacques Lecoq, escritura cinematográfica en la Escuela de cine de San Antonio de los Baños y en la New York Film Academy. En Barcelona estudia también dirección cinematográfica en el Centre d'Estudis Cinematogràfics de Catalunya. Una especie de tesis realizada durante el tercer curso con los alumnos del curso de interpretación se convertirá en su primera película a los veintidós años; Después de la luz (2002). Una propuesta cinematográfica donde los personajes que sobreviven a una guerra habitan en un mismo edificio, en un país ficticio y en el contexto de un conflicto bélico fantástico.

### Actividad artística
Tras el primer film que acude a festivales como el de Roma o Figueira da Foz, Salomón escribe junto a José Luis García, con quien ya ha escrito este primero, su segundo film: Metropolitan. Con el rodaje de esta película, ambos guionistas fundan lo que más tarde será la productora Kaplan; “un proyecto empresarial con el que concebir productos cinematográficos que fundamentalmente puedan ser catalogados como lo que debería llamarse anticine, es decir, un entretenimiento nefasto”. Así definen ambos su proyecto en la rueda de prensa de presentación de su propia película ante los medios españoles antes de viajar a la sección oficial del Festival Internacional de Cine de Moscú en el año 2001. Metropolitan es un film de casi cien minutos de metraje, en blanco y negro, sin diálogos y en el que una mujer de cuarenta años de edad y un menor de quince comparten una noche de actividad sexual desenfrenada tras conocerse en un desquiciante bar de copas.
Entre los años 2002 y 2011, Salomón Shang rodó diecisiete películas. En esos años fundó junto con Alberto del Val una distribuidora con la que se propusieron estrenar en los cines españoles películas de difícil comercialización como El Arca Rusa de Alexander Sokurov. En 2005 adquirieron también los cines Casablanca de Barcelona y Shang alternó toda su actividad con la exhibición cinematográfica de películas en versión original producto de una nueva crisis hipomaníaca.[cita requerida]
Su último documental, El Milagro, galardonado con el premio al Mejor Documental en el Festival de Cine Independiente de Oregón, muestra cómo se vive en El Milagro (Perú): un vertedero en torno al que viven más de 30.000 personas en condiciones de extrema pobreza, sin electricidad ni agua corriente. En él, una gran cantidad de niños y niñas son obligados a trabajar rebuscando entre toneladas de basura poniendo en grave riesgo su salud.

### Polémicas
En enero de 2011, Salomón Shang fue acusado de intento de compra de votos en los Premios Gaudí, aunque él calificó las acusaciones de «campaña de desprestigio». Posteriormente, fue acusado de cobro ilícito de subvenciones.

### Últimos años
Tras los escándalos, Shang se apartó de la cinematografía y pasó a dedicarse a la escritura. Fue hallado muerto a la edad de 37 años el 22 de mayo de 2014 en su casa de Palma de Mallorca, donde vivía desde tres años antes.

## Filmografía seleccionada
- Metropolitan (2000)
- Madre Cuba (2004)
- Carl Gustav Jung -documental, entrevistas. (2007)
- La leyenda del innombrable (2010)
- El Milagro (2011)